# Francisco Alonso
Francisco Alonso López (Granada, 9 de mayo de 1887-Madrid, 18 de mayo de 1948) fue un compositor español. La música de Alonso es graciosa, alegre, de fácil melodía y acento popular. Destacaba en los pasodobles y chotis, a los que imprimía garbo y desenfado. Muchas de sus obras continúan siendo muy apreciadas, como el pasacalle Los nardos, el chotis El Pichi, ambos de Las Leandras, el chotis Tabaco y cerillas de la revista Las de Villadiego o la canción Maitechu mía (ambas con letra de Emilio González del Castillo). Escribió igualmente dos pasodobles para las fiestas de la ciudad de Alicante, "Les Fogueres de Sant Joan", titulados La festa del poble, que se estrenó en 1934, y La Nit de San Joan, pasodoble foguerer para banda, coro y bajo solista. Llegó a presidir la Sociedad General de Autores de España.

## Infancia y primera juventud
Estudió sus primeros años en los escolapios de Granada. Hijo de una notable pianista se interesó por la música desde su infancia y fue precisamente su madre la que le apoyó cuando, incapaz de superar las clases de disección, abandonó la carrera de medicina por sus estudios musicales. Inicialmente se formó con Antonio Segura, y posteriormente con Celestino Vila, maestro de capilla del coro de la catedral de Granada.
Sus primeras composiciones las realizó para las escuelas del Ave María y posteriormente compuso diversos bailes de salón como polkas, mazurcas, valses, etc. A los 18 años (1905) se ganó su plaza en el cuerpo de directores de músicas militares y a los 19 (1906) comenzó a dirigir de forma oficial la Banda de los Obreros Polvoristas de El Fargue (fundada en 1904, cuyo primer director fue José González). Paralelamente, en 1904, creó un orfeón en la Sociedad Filarmónica de Granada con el que ofrece diversos conciertos en Granada. Asimismo, en el seno de dicha entidad, fundó en el año 1906 una escuela de música —que dirigió hasta su clausura en 1911— que constituye el actecedente directo del Real Conservatorio Superior de Música de Granada, que sería fundado en 1921. Con dieciocho años de edad estrena su primera obra lírica con La niña de los cantares, representada en el Teatro Cervantes en 1905. También en esta época se convierte en director de la banda del regimiento de Córdoba, con la que compone el pasodoble Pólvora sin humo que llega a hacerse bastante popular en medios castrenses.

## En Madrid
Su madre y su padre fallecen en 1905 y 1908 respectivamente y el maestro Alonso decide desplazarse a Madrid para centrarse en la creación lírica aprovechando las mejores oportunidades que la escena de la capital le ofrecen. Tras un banquete y homenaje ofrecido por sus compañeros el 12 de marzo se despide de Granada en 1911.
El maestro llegó con 600 pesetas en el bolsillo y en sus inicios se dedicó a componer cuplés, entonces muy de moda, para estrellas de la época como La Fornarina, Resurrección Quijano, Pastora Imperio, La Bella Chelito o La Goya. Sin embargo solo obtuvo un éxito muy discreto con sus obras escénicas como el sainete de un acto ¡Armas al hombro! junto con el compositor Tomás López Torregrosa, estrenado en el Teatro Martín, el 13 de noviembre de 1911. En 1913 estrena su primera obra de éxito El bueno de Guzmán junto al libretista y compositor Enrique García Álvarez.

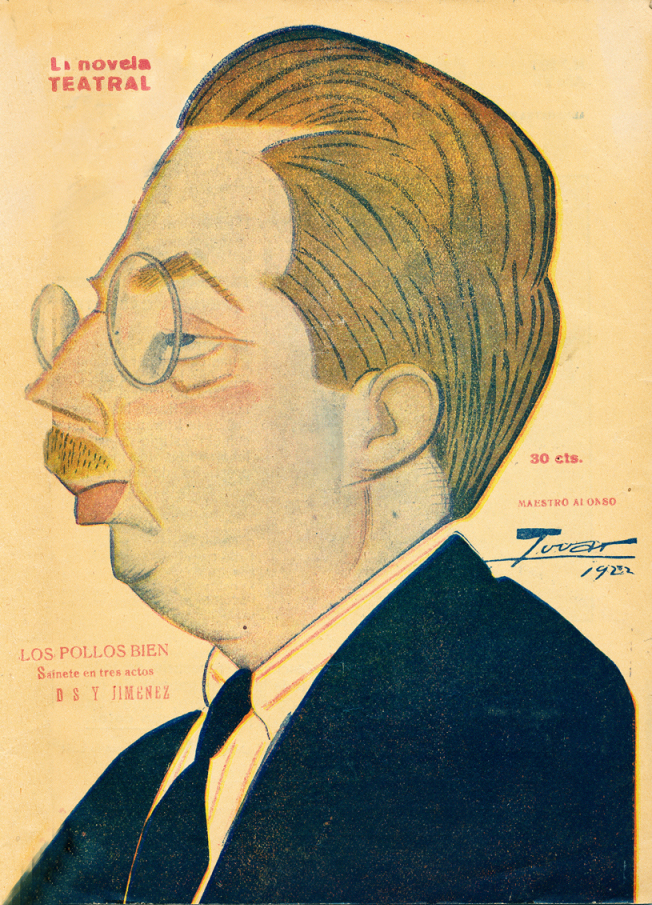
Caricaturizado por Tovar en un número de La Novela Teatral (1922)

Hubo de esperar a 1916 para su primer verdadero gran éxito con la revista Música, luz y alegría, estrenada en el Teatro Novedades de Madrid. En 1918 estrena la fantasía cómico-lírica De Madrid al Infierno, con el chotis Oye Nicanora que el público solicitaba una y otra vez pero no alcanza el mismo éxito anterior. Mostró mayor madurez en sus arreglos orquestales en su obra de 1919 Las corsarias estrenada en el Teatro Martín, que logra un grandísimo éxito y popularidad. 
Desde esta época el maestro goza de libertad para componer según su voluntad. Sus obras tienen igual éxito en muchos países de Latinoamérica y se llega a estrenar alguna de sus obras en París.
En 1924 llegaron una serie consecutiva de éxitos iniciados con La linda tapada, estrenada en el Teatro Cómico y que incluía la popular Canción del gitano; seguida por La bejarana estrenada el mismo año en el Teatro Apolo y que hizo igualmente popular su Pasodoble de los quintos. En esta época se inspira sobre todo en el folclore de las distintas regiones de España como en Curro el de Lora de ambiente andaluz y con libreto de Luis Fernández Ardavín, estrenada en 1925 con escaso éxito pese a su excelente partitura. En el Teatro de la Zarzuela y el mismo año estrena La calesera de ambiente madrileño y con el Pasodoble de los chisperos y el Himno a la libertad. La parranda, de ambiente murciano se estrena en 1937. Esta incluye la Canción del platero y el Canto a Murcia, que se convirtió en el himno popular de la región. De La picarona (1931), de ambiente segoviano, destaca su Canto a Segovia.

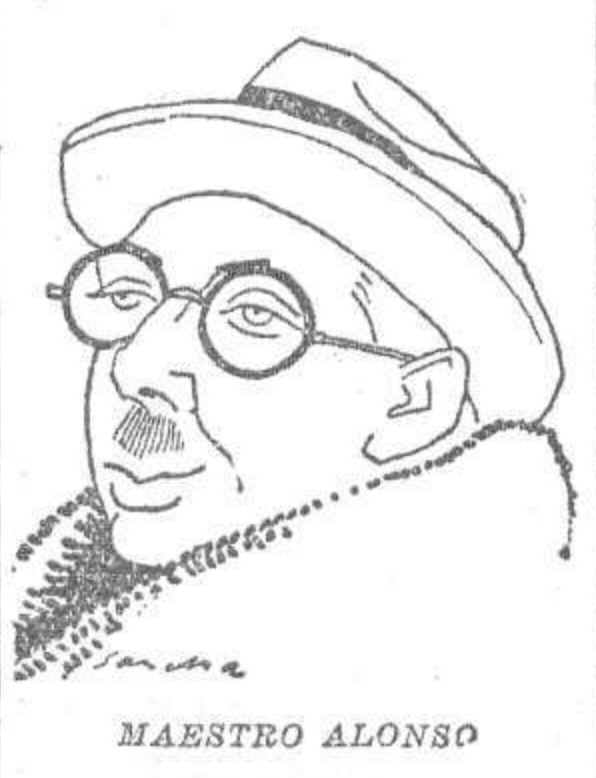
Caricaturizado por Sancha en La Voz (1928)

Paco Alonso no solo compuso zarzuelas, era un autor versátil que creó numerosos sainetes y revistas. De estas estrenó en 1927 en el Teatro Eslava Las castigadoras, con el Chotis de las taquimecas, Las lloronas 1928 y Las cariñosas con el Chotis de la Lola.
Sin embargo su mayor éxito en el campo de la revista llegó en 1931 con Las Leandras, estrenada en el Teatro Pavón y escrita especialmente para la vedette Celia Gámez que alcanzó un enorme éxito con el Pasodoble de los nardos y el chotis El Pichi.
Hasta la Guerra Civil estrena principalmente revistas como Las de Villadiego, Las de los ojos en blanco que incluye el pasodoble Horchatera valenciana, Mujeres de fuego y alguna zarzuela como Me llaman la presumida (1935).
Tras la guerra la afición por la zarzuela entró en una profunda decadencia, y pese a que el maestro estrenó algunas como Manuelita Rosas y La zapaterita, se centró en la opereta y comedia musical con las que tuvo algunos éxitos como Doña Mariquita de mi corazón (1942), Luna de miel en El Cairo (1943), Aquella noche azul y Tres días para quererte (1945 ambas).
En 1947 es elegido como director de la Sociedad General de Autores y Editores. Estando convaleciente de una operación por desprendimiento de retina estrena 24 horas mintiendo, una comedia escrita por Francisco Ramos de Castro.
Tras fallecer en su casa de la madrileña calle Sagasta en 1948, fue sepultado en un entierro multitudinario.
Su obra póstuma La rumbosa, sainete lírico, se estrenó en 1951.

## Obras
Francisco Alonso tiene una extensa obra en la que hay zarzuelas, sainetes líricos, canciones, 
revistas, himnos y pasodobles, bandas sonoras para películas, obras sinfónicas, para piano y ballet
comedias musicales y cuplés. En cuanto a la zarzuela y revista musical se destacan: 
- Zarzuela:

- El bueno de Gúzman (1914)
- La bejarana (1923)
- La linda tapada (1924)
- La calesera (1925)
- Curro el de Lora (1926)
- La Parranda (1928)
- La mejor del puerto (1928)
- Coplas de Ronda (1929)
- La picarona (1930)
- Aires de la montaña (1933)
- Me llaman la presumida (1935)
- Rosa, la pantalonera (1939)
- Manuelita Rosas (1941)
- La zapaterita (1941)
- Cayetana, la rumbosa (1951)

- Revista y comedia musical:

- De Madrid al Infierno (1916)
- Música, luz y alegría (1916)
- Las corsarias (1919)
- Las castigadoras (1927)
- Las lloronas (1928)
- ¡Por si las moscas! (1929)
- El ceñidor de Diana (1929)
- Las cariñosas (1930)
- Me acuesto a las ocho (1930)
- Las Leandras (1931)
- Campanas a vuelo (1931)
- ¿Qué pasa en Cádiz? (1932)
- Las de Villadiego (1933)
- Las mujeres bonitas (1933)
- Mi costilla es un hueso (1933)
- Mujeres de fuego (1933)
- La Gruta de los Suspiros (1934), revista musical compuesta en colaboración con el maestro Enrique Estela.
- Las de armas tomar (1935)
- Doña Mariquita de mi corazón (1942)
- Luna de miel en El Cairo (1943)
- ¡24 horas mintiendo! (1947)